# 大田堯
大田 堯（おおた たかし、1918年3月22日 - 2018年12月23日）は、日本の教育学者。東京大学名誉教授、都留文科大学名誉教授。日本子どもを守る会名誉会長。シューレ大学アドバイザー。専攻は教育学、教育史、教育哲学。

## 略歴
広島県広島県本郷町（現・三原市）出身。築島家の三男として生まれ、1946年大田智子と結婚し、大田と改氏。旧制広島高校を経て東京帝国大学文学部教育学科卒業。
東京大学教育学部・大学院教育学研究科教授、日本子どもを守る会会長、都留文科大学学長、日本教育学会会長などを歴任。
戦後の日本を代表する教育学者として著名である。2011年に大田を主人公としたドキュメンタリー映画「かすかな光へ」が公開され、再びその活動が注目されている。
最近は講演・執筆など多忙だが、その中で故郷の広島県本郷町の「ほんごう子ども図書館」の設立に尽力。長年の研究者としての実績とあわせて、同町から名誉町民の表彰を受けている。「九条の会」傘下の「九条の会・さいたま」呼びかけ人を務めている。2013年末から、自身の初の著作集となる、『大田堯自撰集成』が藤原書店から刊行されている。
2018年12月23日に老衰のため死去。100歳没。

## 著書
- 『近代教育とリアリズム』福村書店 1949
- 『地域教育計画 広島県本郷町を中心とする実験的研究』福村書店 1949
- 『地域社会と教育』金子書房 1949
- 『農山村の生活構造と普及のあり方』林野庁指導部研究普及課 1953
- 『日本の農村と教育』国土社 1957
- 『学力とはなにか』国土社 1969 国土新書
- 『教育の探求』東京大学出版会 1973 UP選書
- 『入試制度改革論』総合労働研究所 1982 教育を考えるシリーズ
- 『教育とは何かを問いつづけて』1983 岩波新書
- 『なぜ学校へ行くのか』岩波書店 1984 子どもと教育
- 『私たちののぞむ教育改革 選抜から選択への転換を』1984 岩波ブックレット
- 『子は天からの授かりもの』太郎次郎社 1986
- 『教育研究の課題と方法』岩波書店 1987
- 『教育はだれのものか』一ツ橋書房 1988
- 『自分を生きる教育を求めて』一ツ橋書房 1989
- 『地域の中で教育を問う』新評論 1989
- 『教育とは何か』1990 岩波新書
- 『国連子どもの権利条約を読む』1990 岩波ブックレット
- 『教師の生きがいについて』一ツ橋書房 1992
- 『地球環境と子ども』1992 岩波ブックレット
- 『子育て・社会・文化 人間の歴史を考える』1993 岩波市民大学
- 『私と家永教科書裁判 教育への権利を問いつづけて』一ツ橋書房 1994
- 『子どもの権利条約を読み解く かかわり合いの知恵を』岩波書店 1997
- 『生命のきずな』偕成社 1998
- 『大田尭著作・論文・文章一覧』一ツ橋書房 1999
- 『歩きながら考える生命・人間・子育て』一ツ橋書房 2000
- 『証言 良心の自由を求める 国家斉唱義務不存在確認訴訟・法廷』一ツ橋書房 2006
- 『『はらぺこあおむし』と学習権 教育基本法の改定に思う』一ツ橋書房 2007
- 『かすかな光へと歩む生きることと学ぶこと』一ツ橋書房 2011

## 共編著
- 『農村のサークル活動』編 農山漁村文化協会 1956 農村文化双書
- 『生活綴方的教育方法の発展』寒川道夫共編 明治図書出版 1957
- 『民間教育史研究事典』民間教育史料研究会,中内敏夫共編 評論社 1976
- 『戦後日本教育史』編著 岩波書店 1978
- 『第二次教育制度検討委員会報告書 現代日本の教育改革』編 勁草書房 1983
- 『教育を改革するとはどういうことか』堀尾輝久共著 岩波書店 1985
- 『平和を学ぶゼミナール 課題と資料』小岩井増夫共著 1987 岩波ブックレット
- 『学校と環境教育』責任編集 東海大学出版会 1993 環境教育シリーズ
- 『教育基本法の精神』大槻健,丸木政臣共著 労働旬報社 1997 メッセージ21
- 『家永三郎の残したもの引き継ぐもの』尾山宏,永原慶二共編 日本評論社 2003
- 『ひとなる　ちがう　かかわる　かわる』山本昌知共著 藤原書店 2016
- 『百歳の遺言 いのちから「教育」を考える』中村桂子共著 藤原書店 2018

## 翻訳
- バーニス・バックスター, アン・エム・ブラッドレー『アメリカ初等教育概説』羽田書店 1949